# برديات أوكسيرينخوس

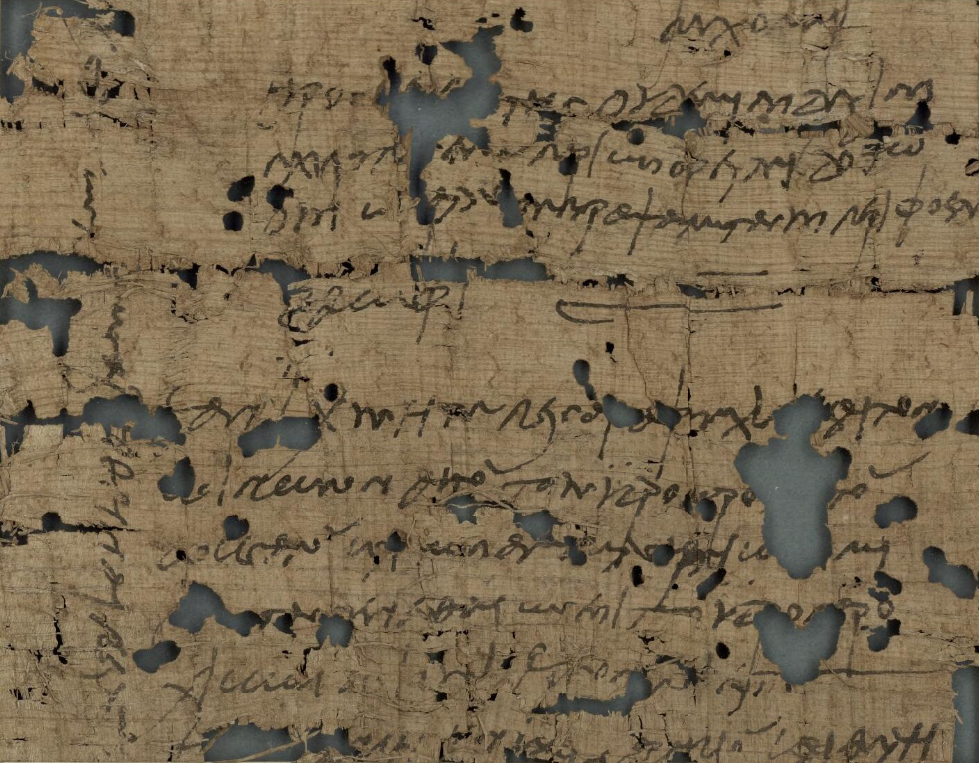

برديات أوكسيرينخوس هي مجموعة من المخطوطات المكتشفة في نهاية القرن التاسع عشر وبداية القرن العشرين الميلاديين على يد عالمي البرديات برنارد باين غرينفل وآرثر هانت في موقع حفريات بالقرب من أوكسيرينخوس في مصر (البهنسا اليوم).
ترجع المخطوطات إلى عصري الدولة البطلمية (القرن الثالث قبل الميلاد) والدولة الرومانية في مصر. تمثل الأعمال الأدبية نحو 10% من تلك البرديات، أما معظمها فكانت مستندات عامة وخاصة تشمل قوانين وتسجيلات لممتلكات ومراسلات رسمية وإحصاءات سكانية وتقديرات للضرائب وسجلات حكومية وإيجارات ووصايا وفواتير ورسائل خاصة. ورغم كتابة معظمها باليونانية، إلا أن بعضها مكتوب باللهجات المصرية (الهيروغليفية والهيراطيقية والديموطيقية ومعظمها بلقبطية)، وكما وجد بها كتابات لاتينية وعربية. أما النصوص العبرية والآرامية والسريانية والفارسية القديمة فتمثل جزء ضئيل منها.
منذ سنة 1898م، قام العلماء بجمع أكثر من 5,000 وثيقة من مئات الصناديق التي تحتوي على قصاصات من البرديات بحجم رقائق الذرة الكبيرة. يُعتقد أن هذا القدر من الوثائق يمثل 1-2% فقط من البرديات التي لا يزال يتعين حفظها ونسخها وفك تشفيرها وفهرستها. برديات أوكسيرينخوس محفوظة في مؤسسات عدة في جميع أنحاء العالم. يوجد عدد كبير منها في متحف أشموليان في جامعة أوكسفورد. يوجد جدول محتويات على الإنترنت يعرض باختصار محتويات كل بردية أو قصاصة.

## وصلات خارجية
- The Oxyrhynchus papyri (1898 publication by S.H. Hunt)